# Dishonored Lady
Dishonored Lady – amerykański film z 1947 w reżyserii Roberta Stevensona.

## Główne role
- Hedy Lamarr – Madeleine Damien
- Dennis O’Keefe – David Cousins
- John Loder – Felix Courtland
- William Lundigan – Jack Garet
- Morris Carnovsky – Richard Caleb
- Natalie Schafer – Ethel Royce
- Paul Cavanagh – Victor Kranish
- Douglas Dumbrille – prokurator okręgowy
- Margaret Hamilton – pani Geiger